# 石狩灣

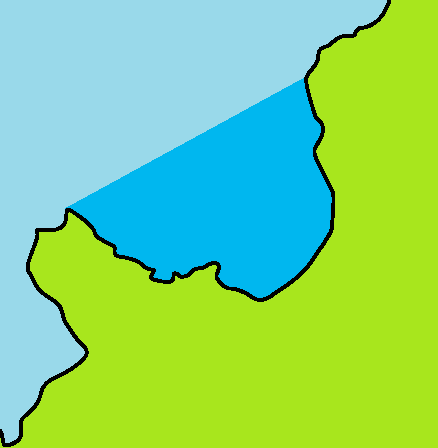
石狩湾的地理位置

石狩灣（日语：／ Ishikari wan */?）是位于北海道西海岸，日本海的一個海灣。

## 冬天
這裡在冬季常有小型低氣壓發生，給附近地區帶來大雪等惡劣天氣。

## 面向該灣的自治體
後志支廳
積丹町、古平町、余市町、小樽市
石狩支廳
石狩市